# خادم بك طالش
خادم بك طالش (توفي في عام 1514) كان متصوف وقائد عسكري من أصل طالشي، خدم الطريقة الصفوية وفي وقت لاحق السلالة التي أنشأتها الطريقة، السلالة الصفوية. كان خادم بك متبقيًا على السلطان علي الصفوي وأخيه إسماعيل ميرزا، عندما كانوا أطفالاً، وأصبح مستشارًا مهمًا للشاه إسماعيل (حكم 1501–1524).
قُتل في معركة جالديران عام 1514.